# 自在奥义书

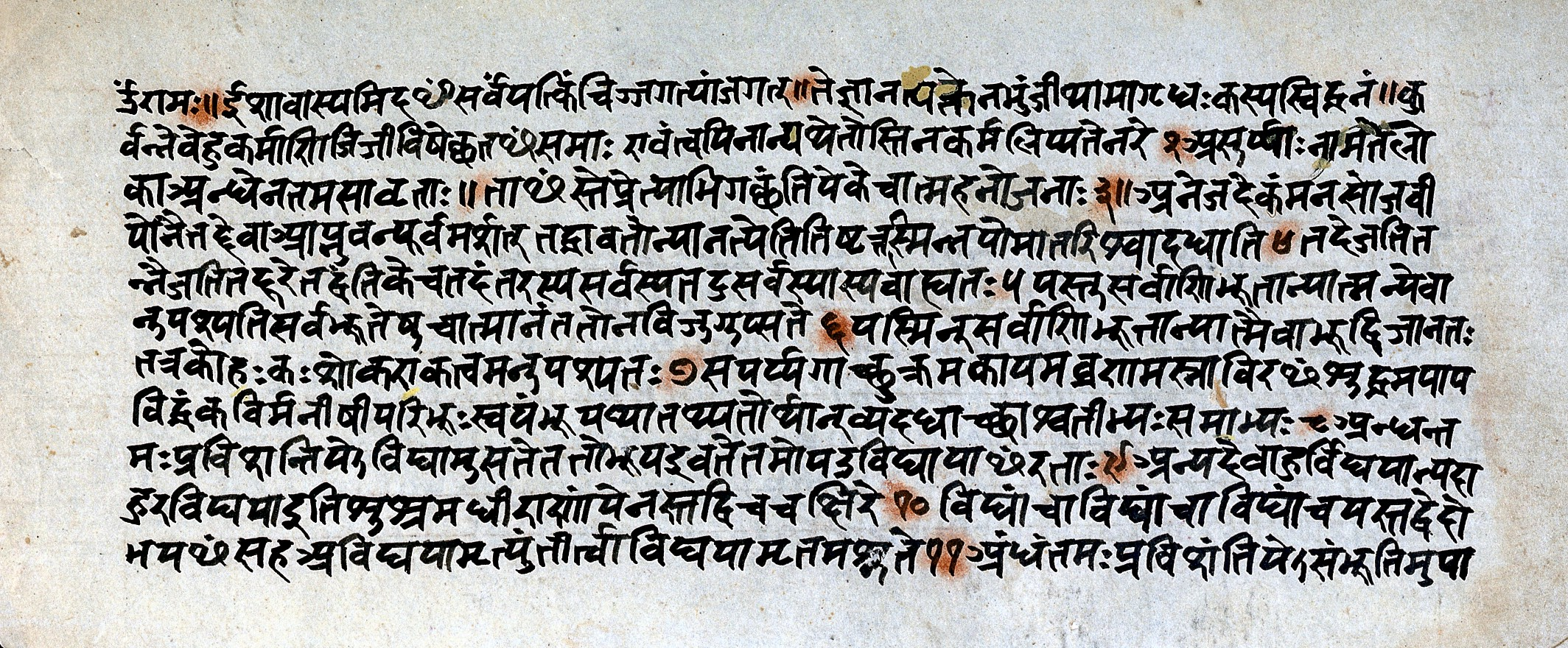
自在奥义书

自在奥义书（或译为伊莎奥义书、至尊奧義書）婆罗门教诸奥义书中最短的之一，全书只有17至18颂。其名字“īśā”意为“出自神灵的”，“出自至高者的”或“精神的”（该词在佛教中的意思即“自在”）。
自在奥义书传统上附属于《白夜柔吠陀》，是所谓“主要奥义书”（即成书较早、与吠陀联系密切的奥义书）之一。它通常被放在《白夜柔吠陀》的最后一章中。不过，自在奥义书是13部主要奥义书中成书较晚的，可能晚至孔雀王朝时期才出现。该书的内容基本上是在讨论哲学和宗教祭祀，并写到了一个至高的存在“自在”（īśā），也就是无上我：
“唵！自在居住在存在于这个世界的所有一切中。”